# لبان سفلي (مقاطعة دورود)
لبان سفلي (بالفارسية: لبان سفلی) هي قرية تقع في قسم سيلاخور الريفي (مقاطعة دورود) في إيران. يقدر عدد سكانها بـ 176 نسمة بحسب إحصاء 2016.